# ایوان مدریچ
ایوان مدریچ (کرواتی: Ivan Medarić؛ ۷ نوامبر ۱۹۱۲ – ۳۰ نوامبر ۱۹۹۰) بازیکن فوتبال اهل یوگسلاوی بود.
از باشگاه‌هایی که در آن بازی کرده‌است می‌توان به باشگاه فوتبال وویوودینا، باشگاه فوتبال دینامو زاگرب، باشگاه فوتبال گراجانسکی زاگرب، باشگاه فوتبال سجستا، و باشگاه فوتبال ژلیزنیچار سارایوو اشاره کرد.
وی همچنین در تیم ملی فوتبال یوگسلاوی بازی کرده‌است.